# Belén Atzitzimititlán
Belén Atzitzimititlán är en ort i Mexiko.   Den ligger i kommunen Apetatitlán de Antonio Carvajal och delstaten Tlaxcala, i den sydöstra delen av landet, 100 km öster om huvudstaden Mexico City. Belén Atzitzimititlán ligger 2 310 meter över havet och antalet invånare är 3 232.
Terrängen runt Belén Atzitzimititlán är varierad. Runt Belén Atzitzimititlán är det mycket tätbefolkat, med 1 463 invånare per kvadratkilometer. Närmaste större samhälle är Tlaxcala de Xicohtencatl, 3,3 km söder om Belén Atzitzimititlán. Trakten runt Belén Atzitzimititlán består till största delen av jordbruksmark.